# Najib Chajiddine
 (mai 2025).
Najib Chajiddine, né le 1er décembre 1989 à Casablanca au Maroc, est un arbitre international de basket-ball 3×3 et professionnel de asket-ball, officiant en LNB, le championnat de France. Il officie notamment lors des compétitions masculine et féminine de basket 3×3 des Jeux olympiques de Paris 2024.

## Biographie

### Origines et parcours
Né à Casablanca, au Maroc, Najib déménage en France à l'âge de trois ans, s'installant à Quimper, en Bretagne. Initialement passionné de football, il se tourne vers le basket-ball à l'âge de huit ans, où il rejoint ses amis, et à quatorze ans, il devient arbitre officiel. Repéré par la ligue de Bretagne, il officie rapidement dans les championnats nationaux.

### Carrière professionnelle
Parallèlement à sa carrière sportive, Najib travaille dans le secteur bancaire. Il a ensuite rejoint la Fédération française de basket-ball (FFBB), où il occupe plusieurs postes, dont Responsable du Service Clubs et responsable développement championnat et arbitrage 3x3. Depuis 2023, il est responsable du service jeunesse à la FFBB, supervisant les initiatives nationales destinées aux jeunes.

### Engagement international
En tant qu'arbitre international de basketball 3×3, Najib Chajiddine officie lors de nombreuses compétitions mondiales, y compris les Jeux olympiques de Paris 2024, où il est le plus jeune arbitre de la discipline.

### Initiatives sociales
En 2019, il fonde l'association United Maroc, visant à rendre le sport accessible aux jeunes des quartiers défavorisés au Maroc et en Afrique. Grâce à des soutiens tels que l'Agence française de développement (AFD) et le programme Impact 2024, l'association a pu organiser des entraînements, tournois et formations à l'arbitrage, touchant plus de 13 000 jeunes.

### Distinctions
Najib Chajiddine est sélectionné comme Jeune Leader du Comité international olympique (CIO) pour la période 2020-2024, reconnaissant son engagement à utiliser le sport comme vecteur de changement social.

## Carrière

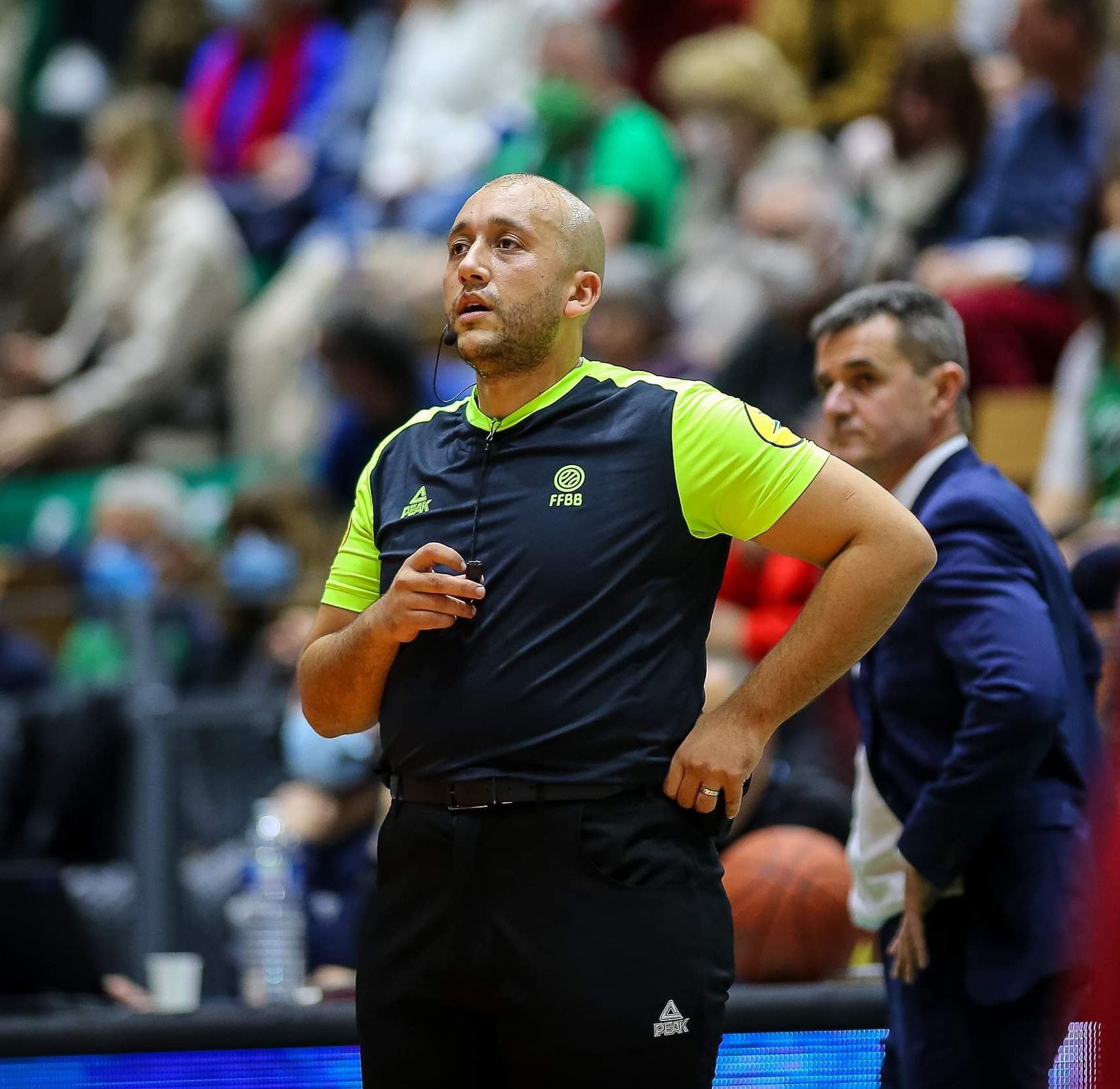
Chajiddine, sur une rencontre de 5×5.

Il commence à arbitrer en championnat de France (Betclic Élite) dès 2023. Il se spécialise dès 2015 dans le basket 3×3, discipline pour laquelle il devient arbitre international FIBA en 2016 puis instructeur monde. Il arbitre dans de nombreuses compétitions internationales (Coupe du monde, 
World Tour, Jeux olympiques).
Il est sélectionné parmi les arbitres officiels des Jeux olympiques de Paris 2024 pour le basket-ball 3×3 après avoir été réserviste lors de l'édition 2021 à Tokyo.

## Engagement associatif

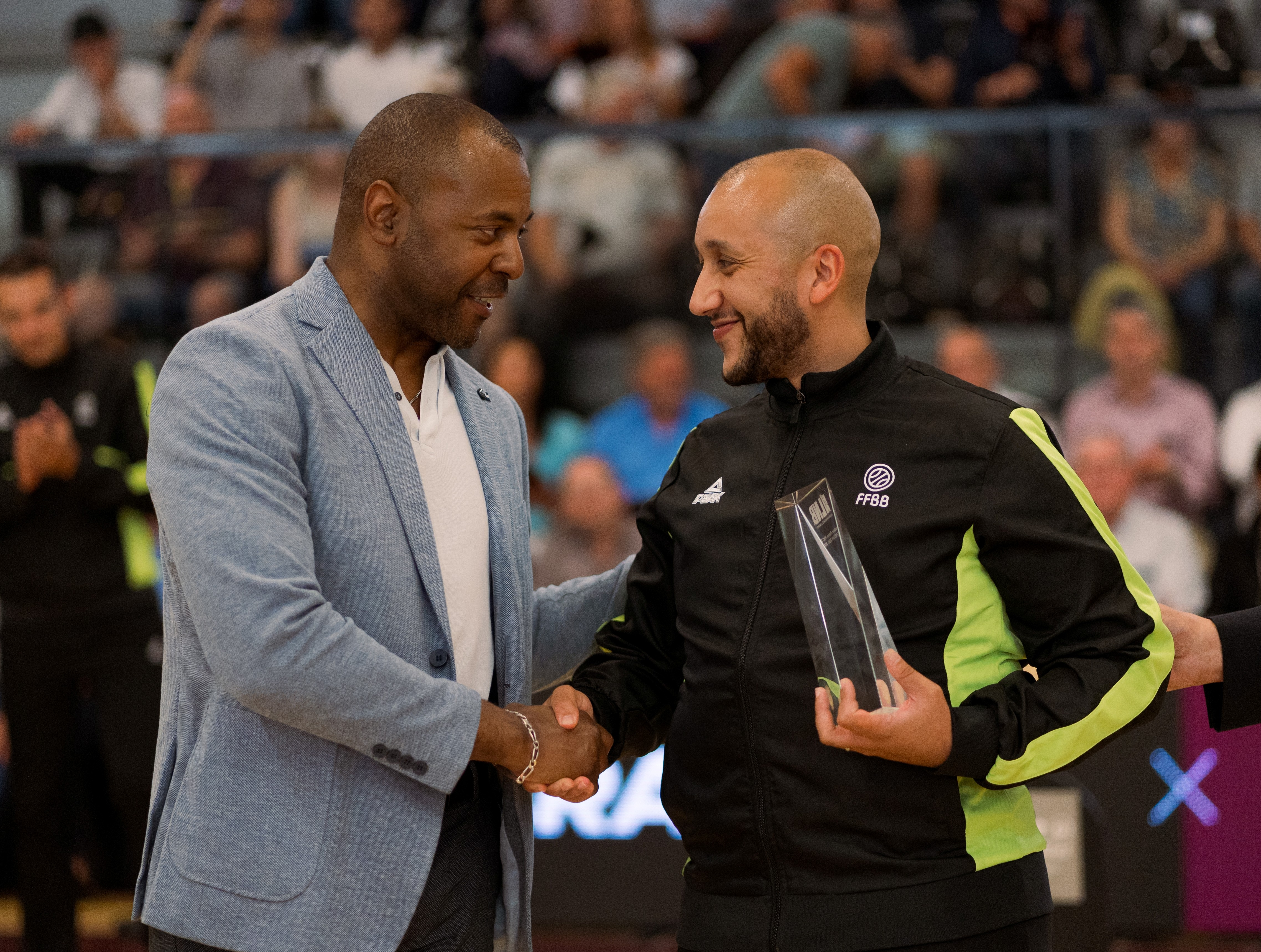
Remise du trophée du meilleur arbitre de LNB Pro B.

Il est le fondateur et président de United Africa, une organisation panafricaine qui développe des projets à fort impact social à travers le basketball 3×3. L’association œuvre dans plusieurs pays africains (comme Maroc, Sénégal et Rwanda) et a mis en place des initiatives innovantes telles que :
- United School, qui transforme les écoles publiques en espaces d’apprentissage actif ;
- Whistle for Change, une école d’arbitrage favorisant l’employabilité des jeunes ;
- Eco Basket 3x3 Tour, mêlant sport et écologie dans une dynamique de sensibilisation.

Najib est également président du Tournoi International de Basket de Pluguffan (TIBAP), un événement de référence en France qui réunit chaque année des équipes de jeunes issues de milieux variés, venues d’Europe, d’Afrique et d’Amérique Latine. Le TIBAP se distingue par sa dimension solidaire, inclusive et interculturelle, faisant du basketball un prétexte à la rencontre, au vivre-ensemble et à la découverte de nouvelles cultures.